# Psyttalia lounsburyi
Espèce
Psyttalia lounsburyi est une espèce d'insectes hymènoptères de la famille des Braconidae, d'origine africaine.
C'est un insecte parasitoïde dont l'unique hôte connu dans son aire d'origine (Afrique du Sud) est la mouche de l'olive.
Il a été introduit en 2008 comme agent de lutte biologique dans le cadre de programmes d'évaluation en France et en Californie.

## Description
Psyttalia lounsburyi est similaire en taille à Psyttalia concolor, autre parasitoïde de la mouche de l'olive. P. lounsburyi a des marques noires sur le thorax et le propodeum alors que P. concolor est de couleur jaune pâle à orange. L'ovipositeur de P. lounsburyi est aussi légèrement plus court que celui de P. concolor.

## Biologie

### Hôtes
Psyttalia lounsburyi a été trouvé sur des olives collectées sur le terrains. Le seul hôte confirmé a été Bactrocera oleae (Rossi). Aucun autre hôte n'est connu, qu'il s'agisse de plantes sauvages ou cultivées.

### Éthologie
Selon un travail non-publié de Samira Mohamed, cette espèce pond, en premier, par son ovipositeur, dans des larves du troisième stade. Quelques informations biologiques ont été publiées récemment par Daane et al. (2008), dans le cadre des introductions du contrôle biologique en Californie pour combattre la mouche de l'olive .

### Essais de laboratoire
Psyttalia lounsburyi peut se développer en laboratoire sur la Mouche méditerranéenne des fruits Ceratitis capitata (Wiedemann). Les cultures ont eu lieu sous quarantaine, en Californie (2004/2005), dans le cadre des introductions du programme de contrôle biologique de la mouche de l'olive.

## Aire de répartition
Il a été décrit, à l'origine au Transvaal en Afrique du Sud ; puis, par la suite, il a été collecté au Kenya (R.S. Copeland et al. 2004)

## Historique des expérimentations

### En France
L'INRA a repris les expérimentations et les élevages dans son centre de Valbonne. Un appel a été fait à des oléiculteurs volontaires de la région méditerranéenne (continent et Corse) en 2005. Ces travaux s'inscrivent dans le cadre européen d'inventaire des espèces envahissantes.
L'expérimentation se base sur l'effet Allee. La commune de Claret (Hérault) est un des cinquante points d'introduction, en France, de l'auxiliaire.

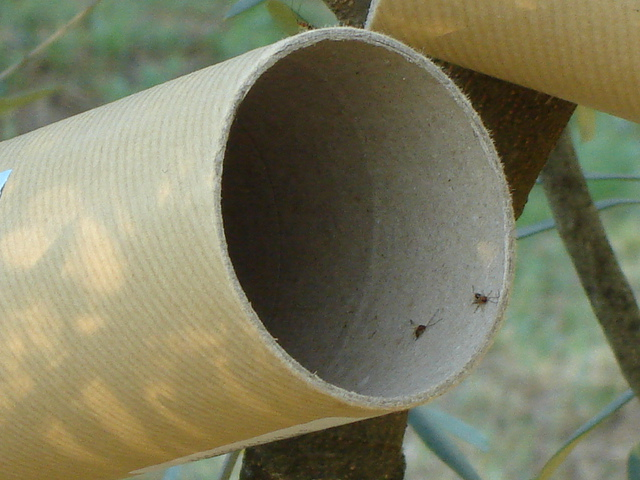
A Claret (Hérault), au petit matin du 18/07/2008, les insectes découvrent leur nouvel environnement dans un olivier et quittent leur tube de transport.

## Expérimentations

### Élevage
Opération Psyttalia (INRA).

### Efficacité
En cours d'évaluation en 2011.